# Klánovice
Klánovice (německy Klanowitz) jsou městská čtvrť a katastrální území v městském obvodě Praha 9, u východní hranice Prahy, bývalá osada (založena 1878), bývalá obec (1920–1974), část Prahy (od roku 1974).
Praha-Klánovice je od roku 1990 název samosprávné městské části, jejímž územím je katastrální území Klánovice. Rozšířenou působnost státní správy pro ni vykonává úřad městské části Praha 21 (Újezd nad Lesy) v rámci svého správního obvodu.
Ve 20. až 40. letech 20. století byly Klánovice významným centrem odpočinku pražské smetánky. Vedle Klánovických lázní z roku 1926 zde v období pomnichovské republiky a válečného protektorátu vyrostlo kvalitní golfové hřiště. Dnes je tato městská část místem luxusního rezidenčního bydlení. Zastavěná plocha Klánovic je na východě a západě ohraničena největší souvislou lesní plochou na území Prahy - přírodními rezervacemi Klánovický les a Cyrilov (dohromady tvoří přírodní park Klánovice-Čihadla). Na severu k území Klánovic přiléhá středočeská obec Šestajovice, jižní hranici s Újezdem nad Lesy tvoří rychlíková železniční trať.

## Historie Klánovic

### Středověk
Klánovický les byl v současné rozloze vysazen pravděpodobně po třicetileté válce na místě vesnic vypálených švédskými vojsky. Největší zaniklá osada, která administrativně náležela k jirenské tvrzi, se jmenovala Žák. Poslední zmínka o této osadě je z roku 1615, kdy Tomáš z Proseče a na Jirnách „přiznával 26 lidí poddaných v Jirnách a na Žáku“. Na území někdejší obce se dodnes zachovaly zbytky kameny vyzdívaných studní a hrází bývalých rybníků. Tato místa jsou nyní kulturní památkou.

### Počátky nových Klánovic v 70. letech 19. století
Klánovice založil Václav Klán, původně písař soudu ve Zbraslavi a později obchodník s nemovitostmi. Pozemky na výstavbu obce zakoupil od knížete  Lichtenštejna a od dvora v Jirnech v roce 1874. 22. března 1878 získal od českého místodržitelství povolení k založení osady Klánovice, která byla formálně připojena k Šestajovicím. Významným impulzem k rozvoji výstavby v této oblasti bylo zřízení železniční zastávky v roce 1883. V její blízkosti vznikla osada Kolodějské Zálesí, která byla součástí obce Koloděje.

### Vznik samostatných Klánovic
Jednání o vytvoření samostatné obce spojením Klánovic a Kolodějského Zálesí probíhalo už během první světové války. Tato změna byla povolena až po vzniku Československé republiky 27. února 1920.

### Zlatá léta obce

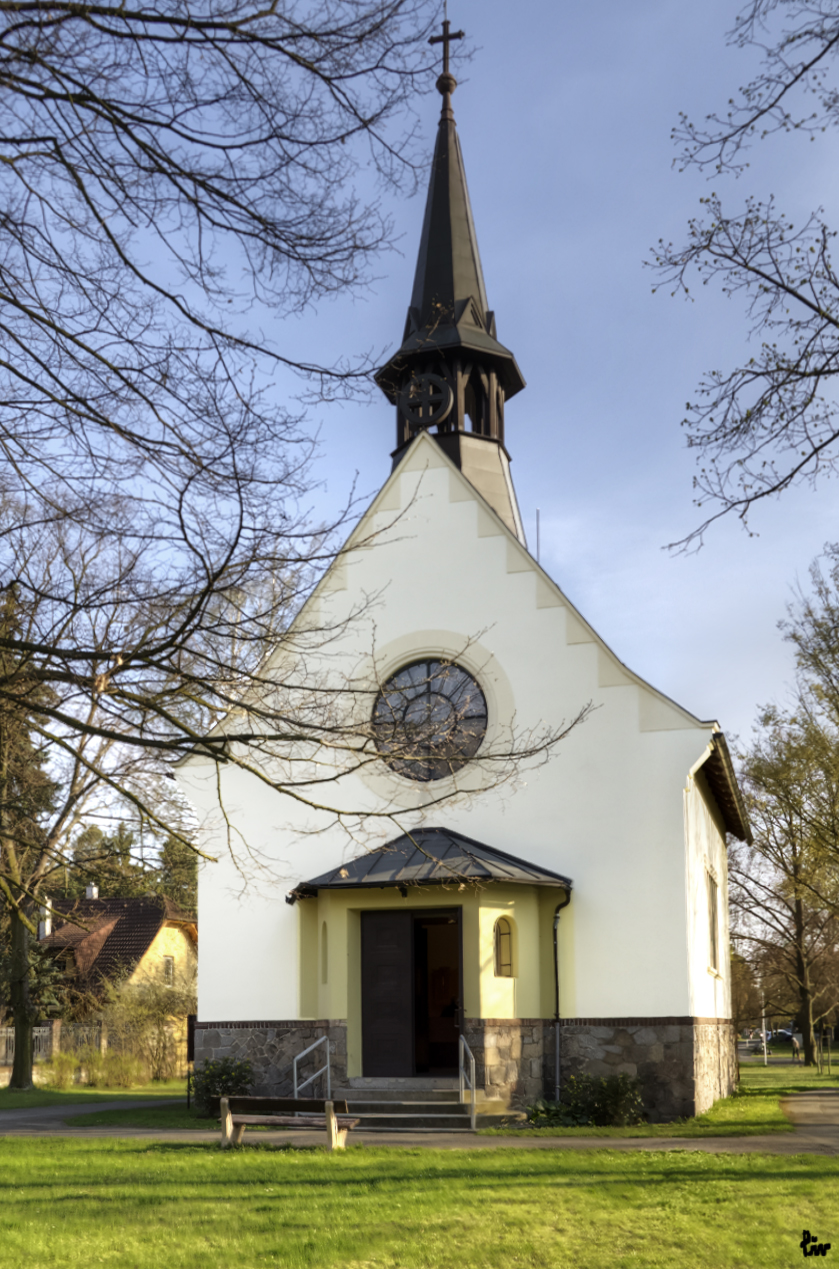
Klánovický kostel Nanebevzetí Panny Marie

Významným obdobím Klánovic byla 20. a 30. léta 20. století. Už v roce 1911 zde byla postavena kaple Matky Boží, dnešní kostel Nanebevzetí Panny Marie. Po roce 1920 byl realizován projekt architekta Rudolfa Utěšila, který navrhl rozsáhlou úpravu obce spojenou s výstavbou Klánovických lázní, bazénu, kolonády a restaurace s penzionem. V parku u nádraží byla odhalena bronzová socha T. G. Masaryka.
V období druhé světové války zde postupně vyrostl lesní golfový areál. Investorem byl Golf Club Praha, který do Klánovic přesídlil z pražského Motola. Hřiště bylo vybudováno na pozemcích věnovaných knížetem  Lichtenštejnem, na jeho stavbu přispěl mimo jiné baron František Ringhoffer. Hřiště se mělo po úplném dokončení rozkládat na ploše 86 hektarů. Provoz na šesti jamkách byl zahájen v srpnu 1938, v roce 1950 bylo dokončeno již 15 jamek.

### Klánovice po únoru 1948 - dětský domov
Lázeňský komplex po roce 1950 chátral, hlavní objekt byl zlikvidován v roce 1988. Také klánovický golf postihlo stalinistické nálepkování, z ideologických důvodů byl v roce 1950 Golf Club Praha zrušen a většina herních ploch rozorána a zalesněna. V roce 1974 byly Klánovice přičleněny k Praze.
V lednu 1949 zřídil Zemský národní výbor v Klánovicích Státní dětský domov pro děti předškolního věku a v únoru 1949 bylo do klánovického domova přivezeno 45 dětí. V roce 1950 obdržel dětský domov do užívání dům čp. 35 (od r. 1957 sloužil jako záchytná krajská karanténa), v roce 1953 dům čp. 151. V roce 1957 byla při dětském domově založena mateřská škola (od r. 1961 s internátním provozem). V roce 1959 byl zahájen provoz zvláštního oddělení pro děti s mentálním postižením. Dne 7. prosince 1965 došlo k otevření prvních rodinných buněk z projektu experimentálního dětského domova rodinného typu pro děti od tří do patnácti let, které byly od 1. září 1969 rozděleny do 4 heterogenních skupin (skupin složených z chlapců i dívek různého věku).

### Oživení po roce 1989

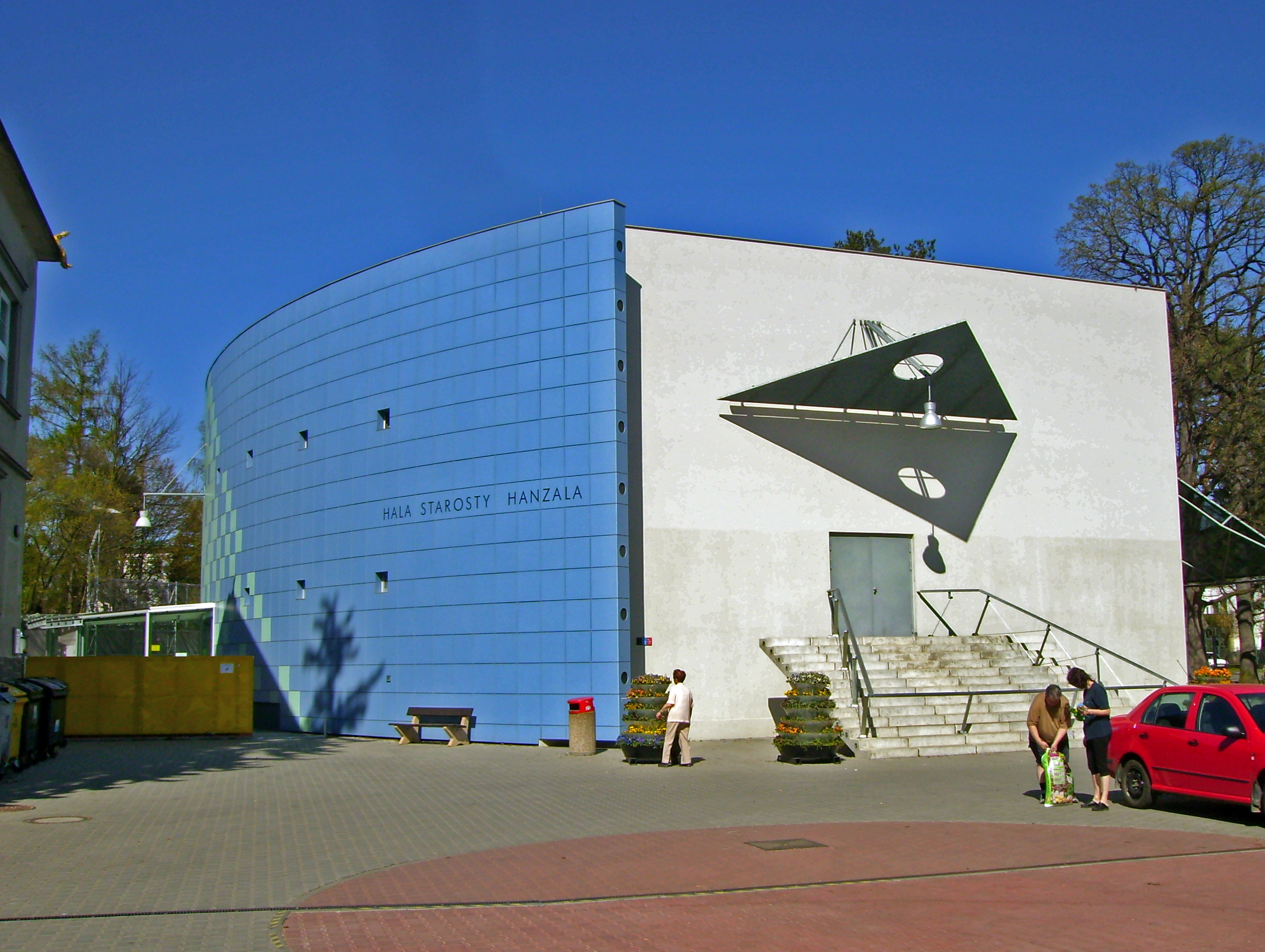
Sportovní hala starosty Hanzala

Dnes jsou Klánovice vyhledávaným místem pro luxusní bydlení uprostřed lesů a zachovalé přírody. Díky železniční trati zařazené do systému Pražské integrované dopravy se z Klánovic lze dostat do centra do 30 minut. Klánovice tak naplňují urbanistické teorie o životě ve vlastním rodinném domě a přitom v dosahu centra metropole.
V posledních letech se uvažuje o opakované výstavbě golfového hřiště, pokusy však narážejí na fakt, že bývalé pozemky klubu jsou dnes zarostlé 50 let starým hodnotným lesem, který je od začátku 80. let 20. století chráněnou krajinnou oblastí (od 90. let přírodním parkem a přírodní rezervací). Většina někdejších golfových greenů se navíc nalézá v biosférické rezervaci Natura 2000.

## Příroda v okolí Klánovic

### Les
Klánovický les je mimořádně cenným územím. Celkové mezoklima i mikroklima je zde mnohem drsnější než v sousední pražské kotlině a polabské nížině. Na tento typický rys odkazuje i historický název východní části lesa Vidrholec. Sychravější podnebí podmiňuje výskyt významných přírodních společenstev - podmáčených doubrav a rašelinišť a na sušších místech doubrav a borů s vřesovišti. V nich se uchovaly některé pro ně typické a jinde v okolí se nevyskytující druhy organismů.

### Reliéf krajiny
Krajina je v těchto místech rovinatá. Střed obce vykazuje nadmořskou výšku 250 m n. m. Blízkými vyššími body jsou Úvalský vrch (298 m) a Hradešín (299 m), odkud je nádherný výhled do polabské nížiny.

### Alej
Hlavní klánovická třída - Slavětínská - je v celé své délce lemována lipovým stromořadím. Mezi ulicemi Smiřická a V Soudním je nazývána Alej Hany Benešové.

### Památné stromy

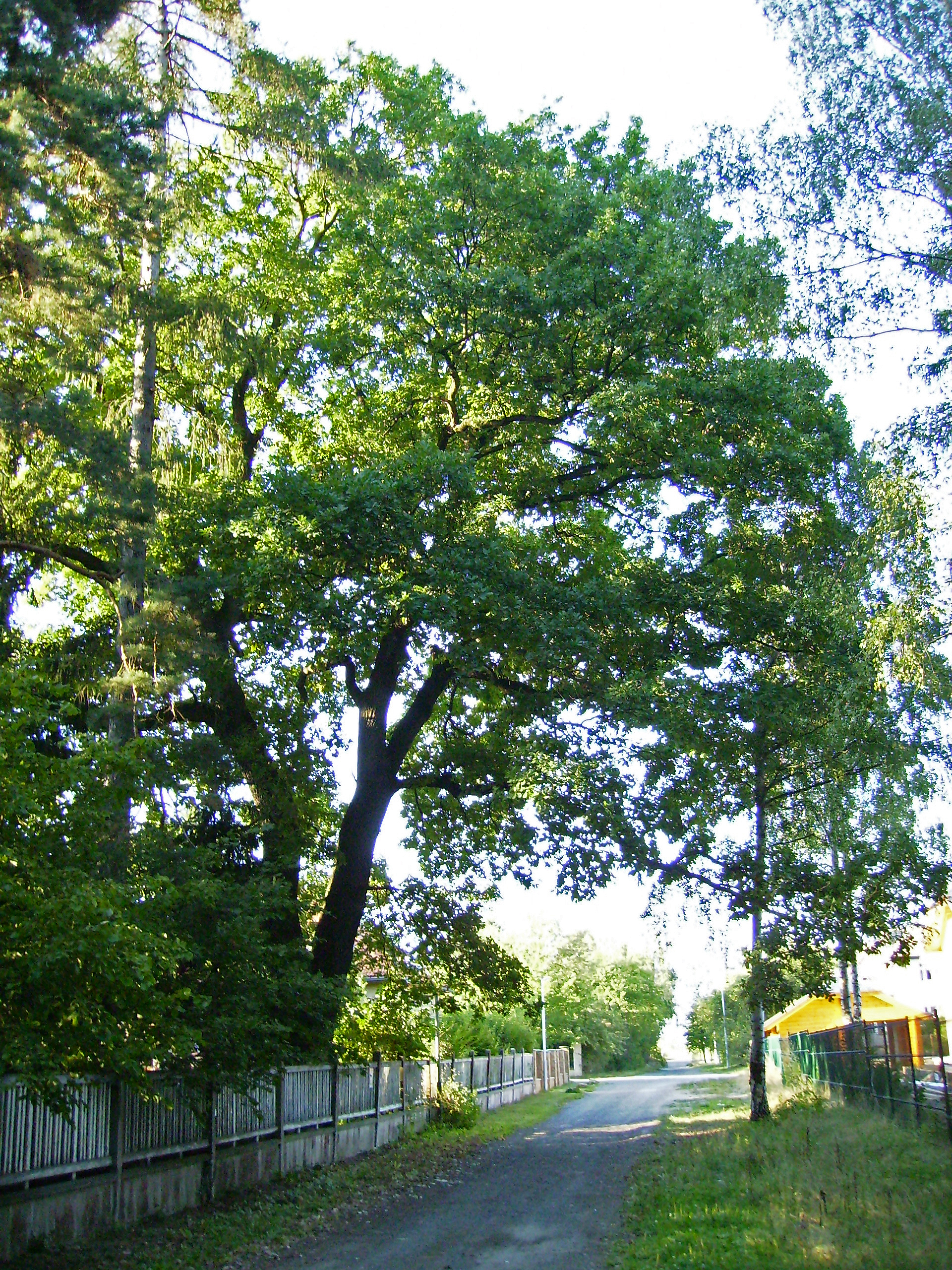
Památný dub v Malšovické ulici v Klánovicích

V katastrálním území Klánovice se nachází dva památné stromy - duby letní. První roste v Malšovické ulici na parcele číslo 677, která je zahradou domu s popisným číslem 218. Je uveden v Ústředním seznamu ochrany přírody pod číslem 4324 jako Dub v Klánovicích. Byl vyhlášen 29. července 1998 a k tomuto datu měl výšku 24 metrů a průměr kmenu 343 centimetrů. Druhý dub roste v ulici Smiřická na parcele 320/1. Nejlépe dostupný je ze zahrady při stavbě s popisným číslem 296. Byl vyhlášen 27. června 2007 a k tomuto datu měl výšku 25 metrů a průměr kmenu 299 centimetrů.
28. října 2018 byla v parku u kostela vysazena Lípa republiky na památku 100. výročí založení Československé republiky.

## Spolkový život v Klánovicích
Ke Klánovicím od roku 1999 neodmyslitelně patří dětský pěvecký sbor Claireton Chorale, který vystupuje nejen v Klánovicích, ale i po celé ČR a v zahraničí. Zakladatelkou a sbormistrem je absolventka moskevské konzervatoře Světlana Tvrzická.
Klánovice jsou výrazným místem české kynologie. Nejvýznamnější český kynolog František Horák v Klánovicích vyšlechtil českého teriéra a českého strakatého psa, podílel se na vzniku pražského krysaříka a českého horského psa. I v roce 2021 je v Klánovicích rozsáhlé kynologické cvičiště a kynologický oddíl Městské policie.
Mladá klánovická kapela, proslulá neviditelností, je zdejší skupina Nouzovej východ.

## Osobnosti
- František Horák – významný český kynolog, vyšlechtil českého teriéra a českého strakatého psa, podílel se na vzniku pražského krysaříka a českého horského psa
- Eliška Klučinová – atletka (vícebojařka)
- Hana Nevšímalová – vrchní rada ČTÚ
- Daniel Vali – hudebník, zakladatel Maxim Turbulenc
- Hedvika Vilgusová – malířka, ilustrátorka dětských pohádek a místní zastupitelka (je po ní pojmenováno centrální náměstí Hedviky Vilgusové.

## Významné stavby v Klánovicích
- Tvrz Slavětice – kulturní památka. Zaniklá středověká tvrz s vodním příkopem, poprvé připomínaná roku 1349; patrně vznikla již na přelomu 12. a 13. století. Archeologické stopy.
- zbytky rozsáhlého projektu Rudolfa Utěšila z roku 1919, který zahrnoval lázně s bazénem, kolonádu, penzion a restauraci s tanečním parketem, který šlo snadno přeměnit v mělké brouzdaliště. Hlavní budova byla zbourána v roce 1988.
- základní škola z roku 1933 postavená podle návrhu pražského architekta Josefa Hönicha. V době mobilizace v roce 1938 byl ve škole po čtyři dny (23. až 26. září) umístěn Hlavní štáb československé armády a velitelství 1. armády v čele s armádním generálem Ludvíkem Krejčím. Tuto skutečnost připomíná pamětní deska umístěná na škole.
- kostel Nanebevzetí Panny Marie, postavený v roce 1911 původně jako kaple Matky Boží
- stará dřevěná budova Golf Clubu Praha – poslední stojící připomínka meziválečného golfu v Klánovicích
- moderní víceúčelová sportovní hala z roku 2004, která byla pojmenována podle zesnulého starosty Oldřicha Hanzala. Budovu projektoval klánovický občan akad. arch. Milan Hrouda.
- netradiční budova mateřské školy s kruhovými základy podle projektu Milana Hroudy
- kulturní centrum Beseda
- železniční nádraží - v provozu od roku 1883

## Fotogalerie

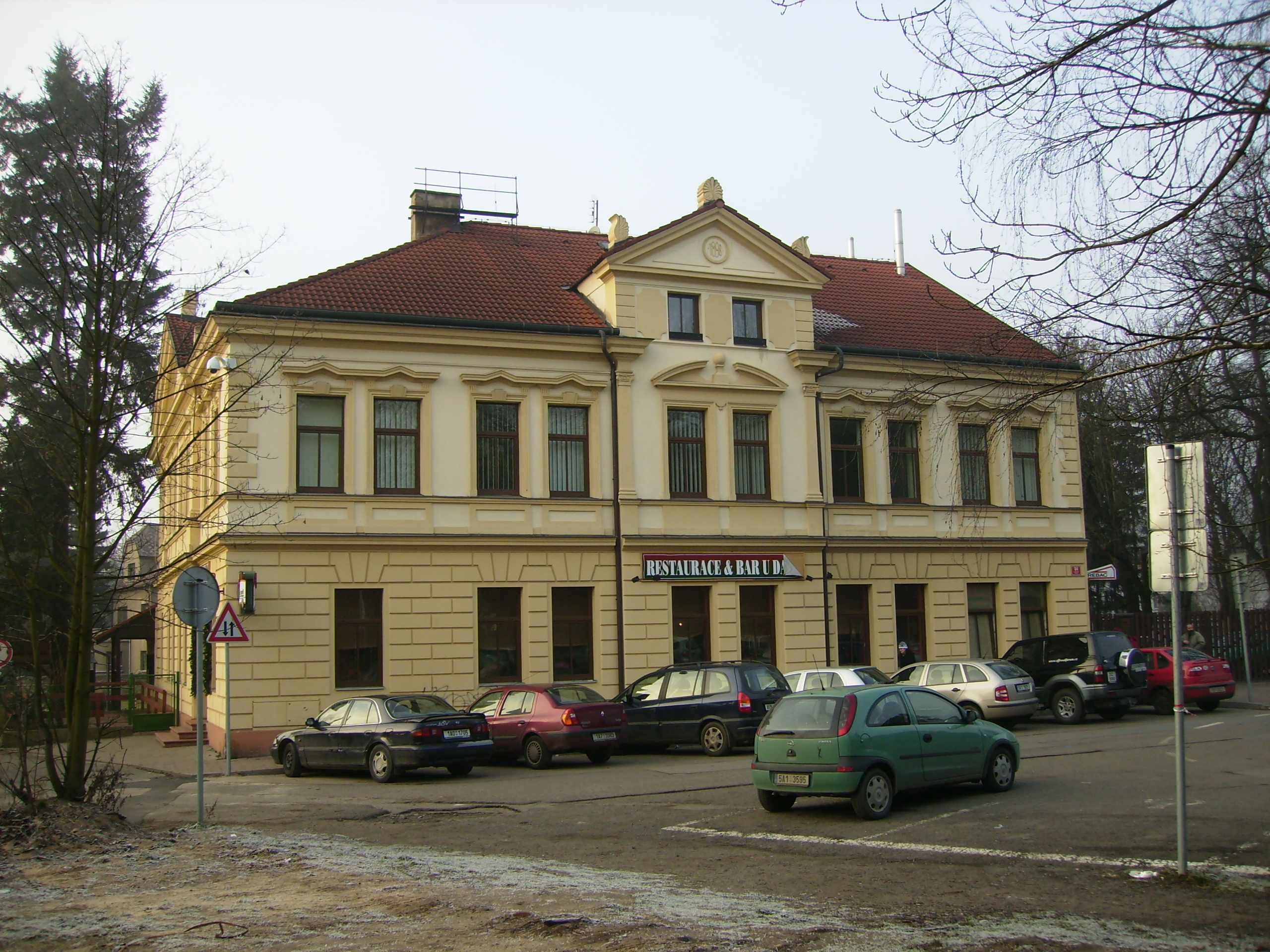
Restaurace U Dašů (dříve U Nádraží, ještě dříve U Daschů)
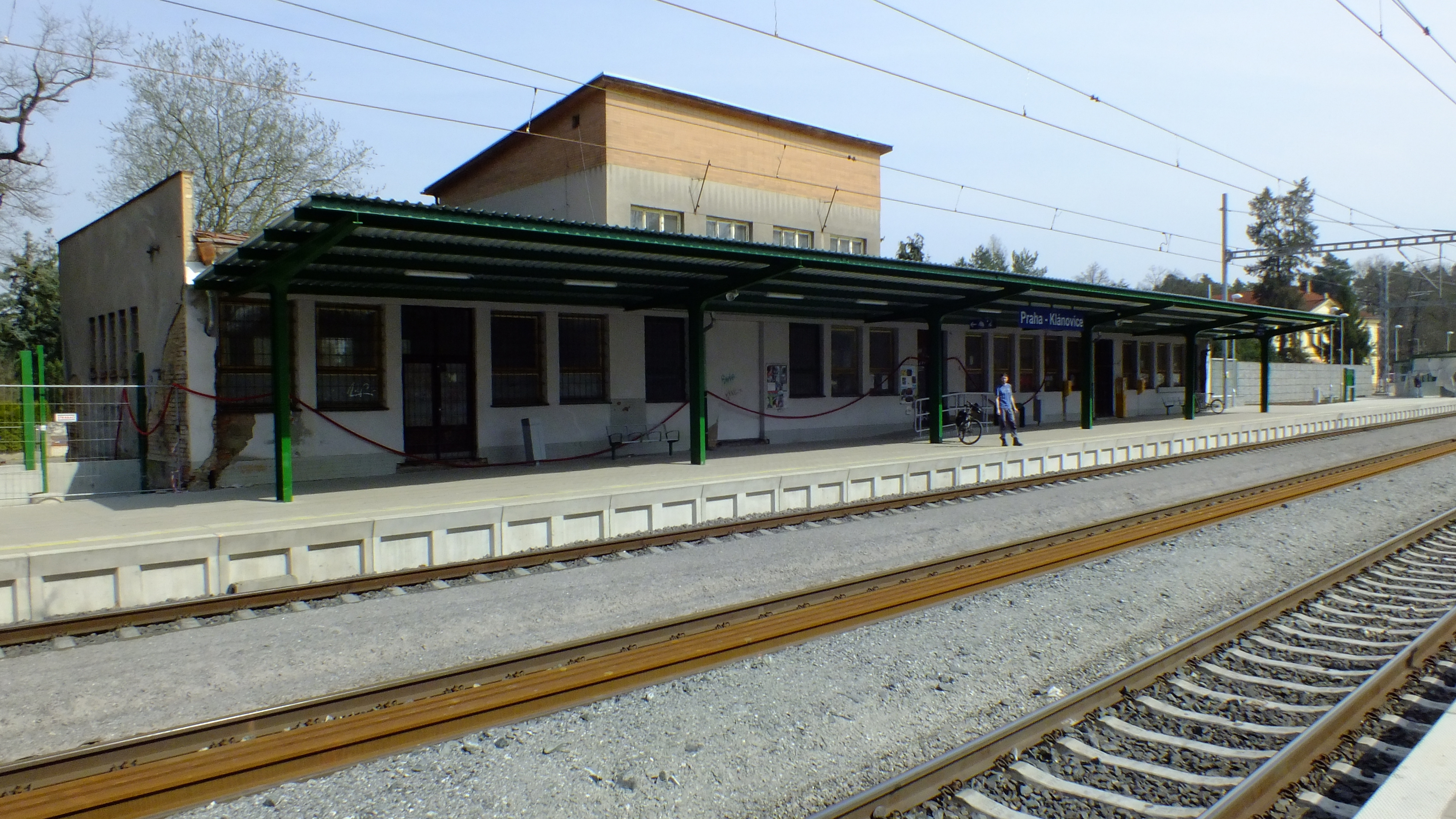
Nádraží po rekonstrukci
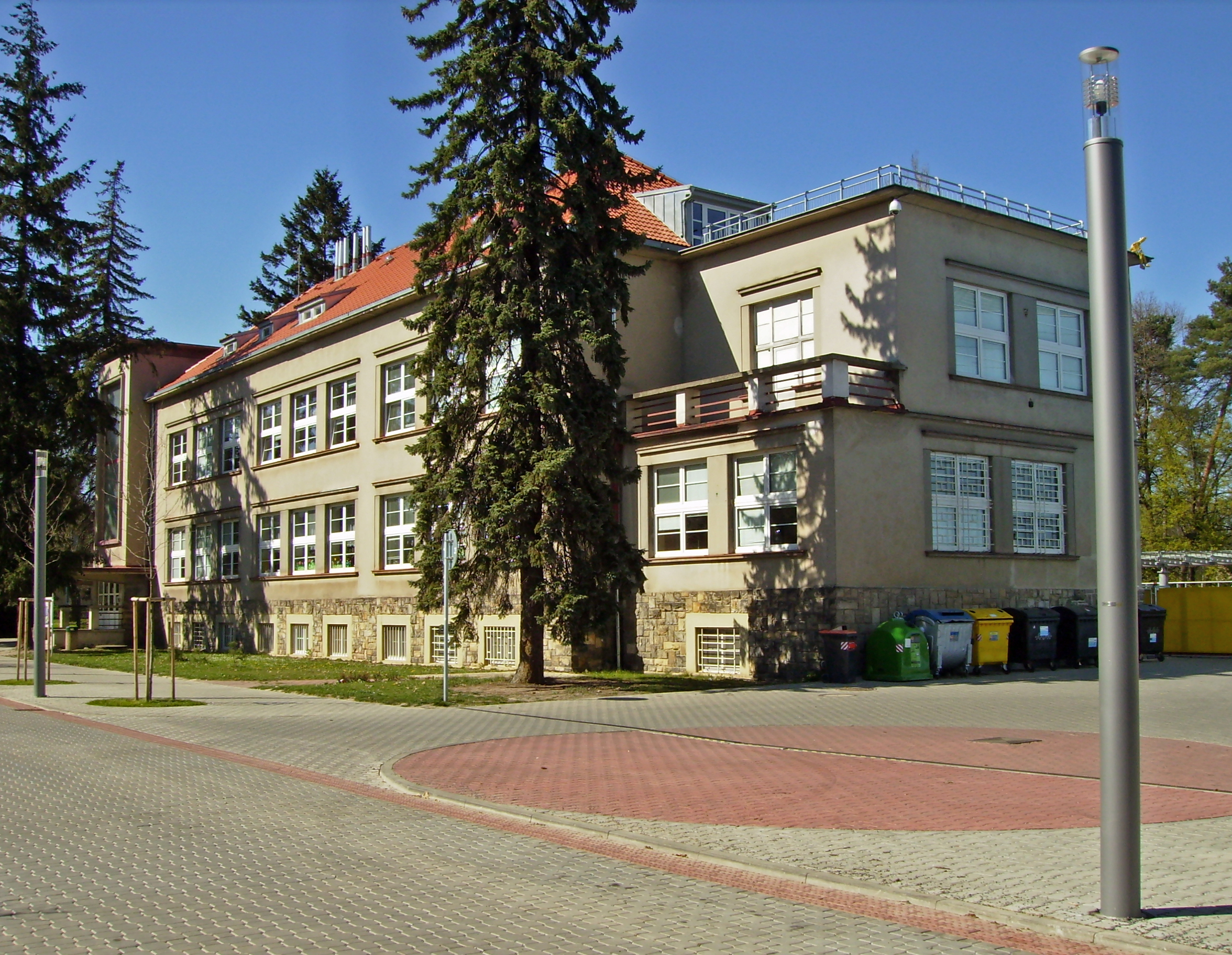
Masarykova základní škola
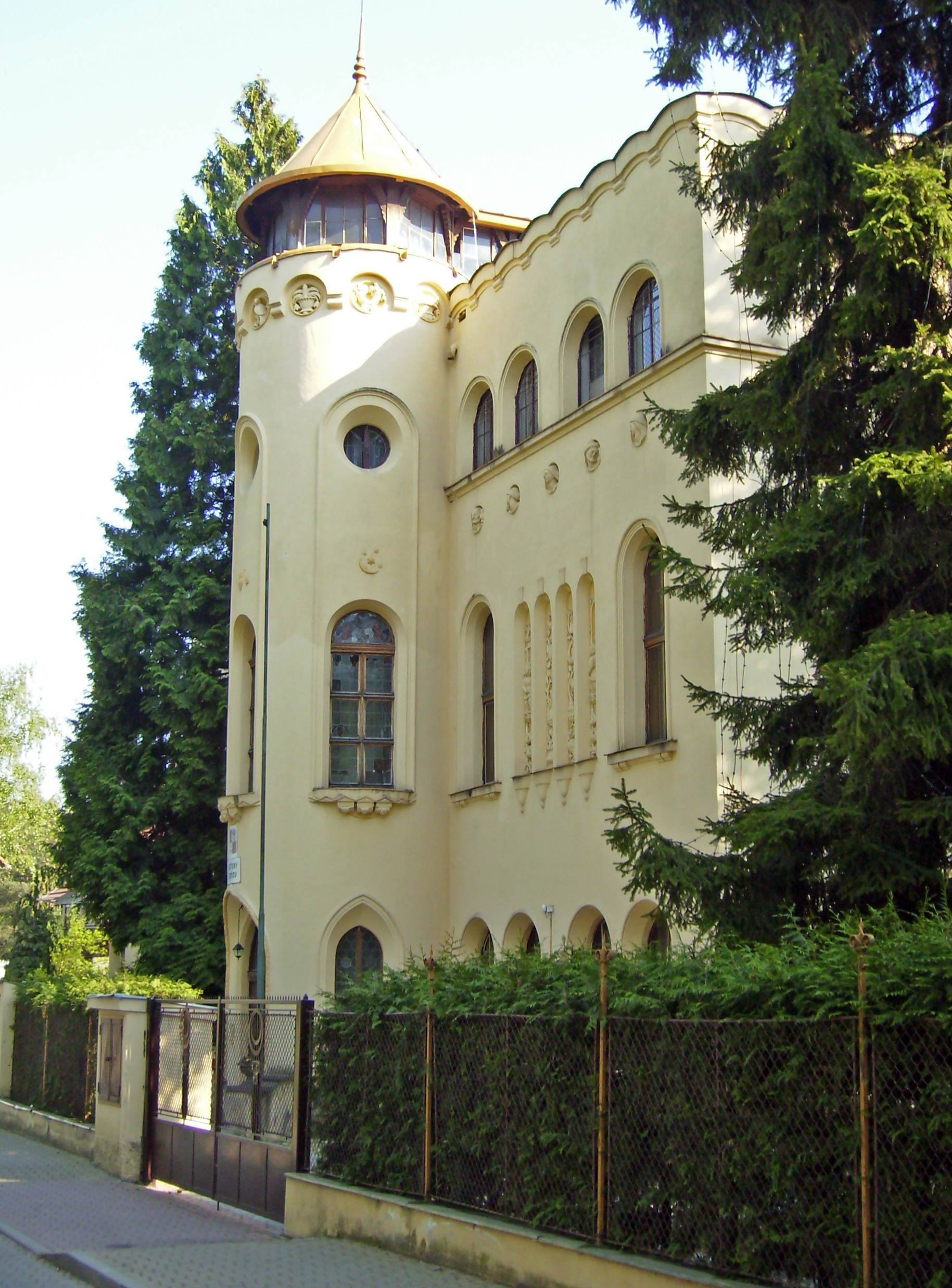
Dětský domov Klánovice a školní jídelna
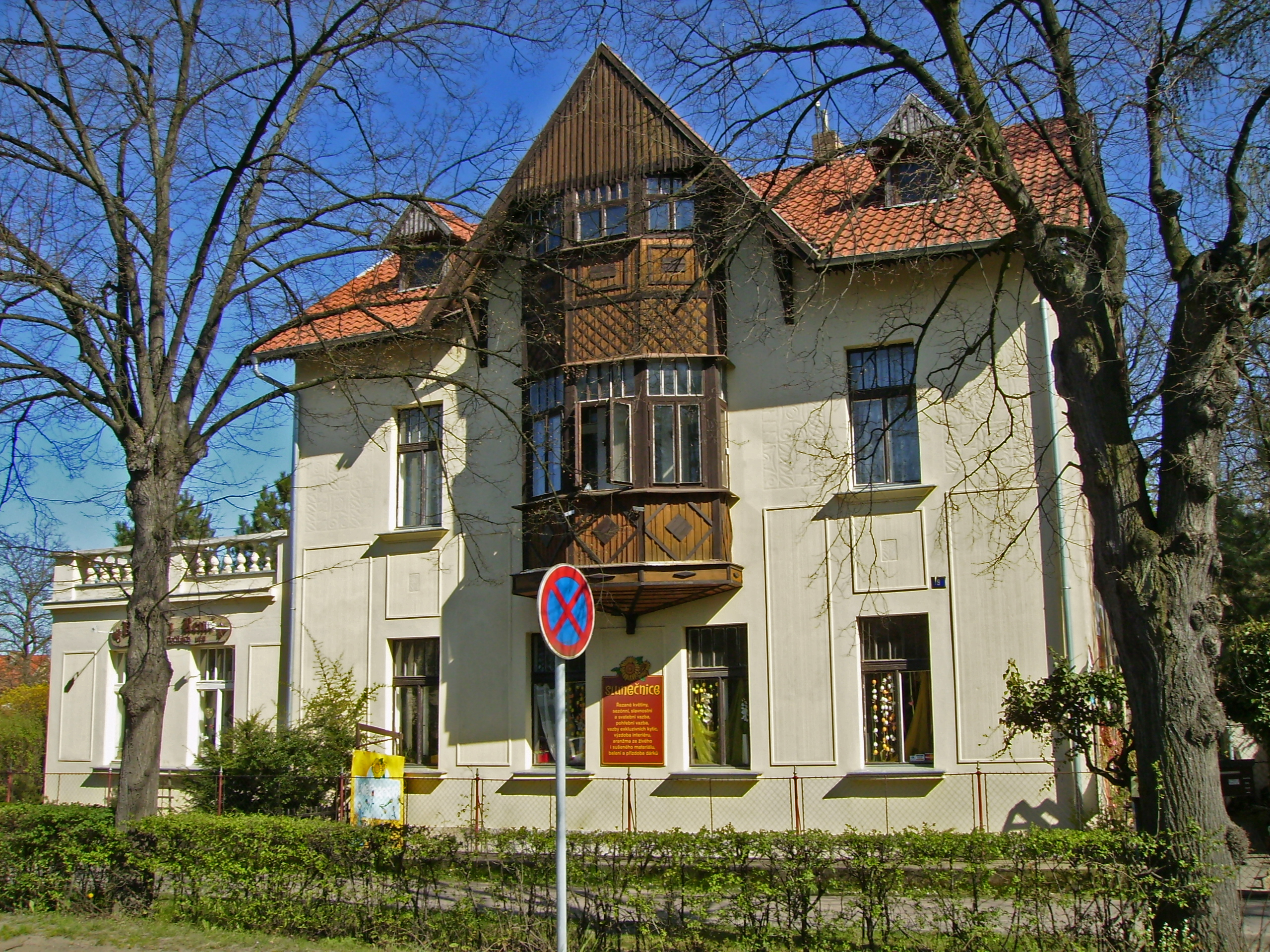
Jeden z nejstarších klánovických domů
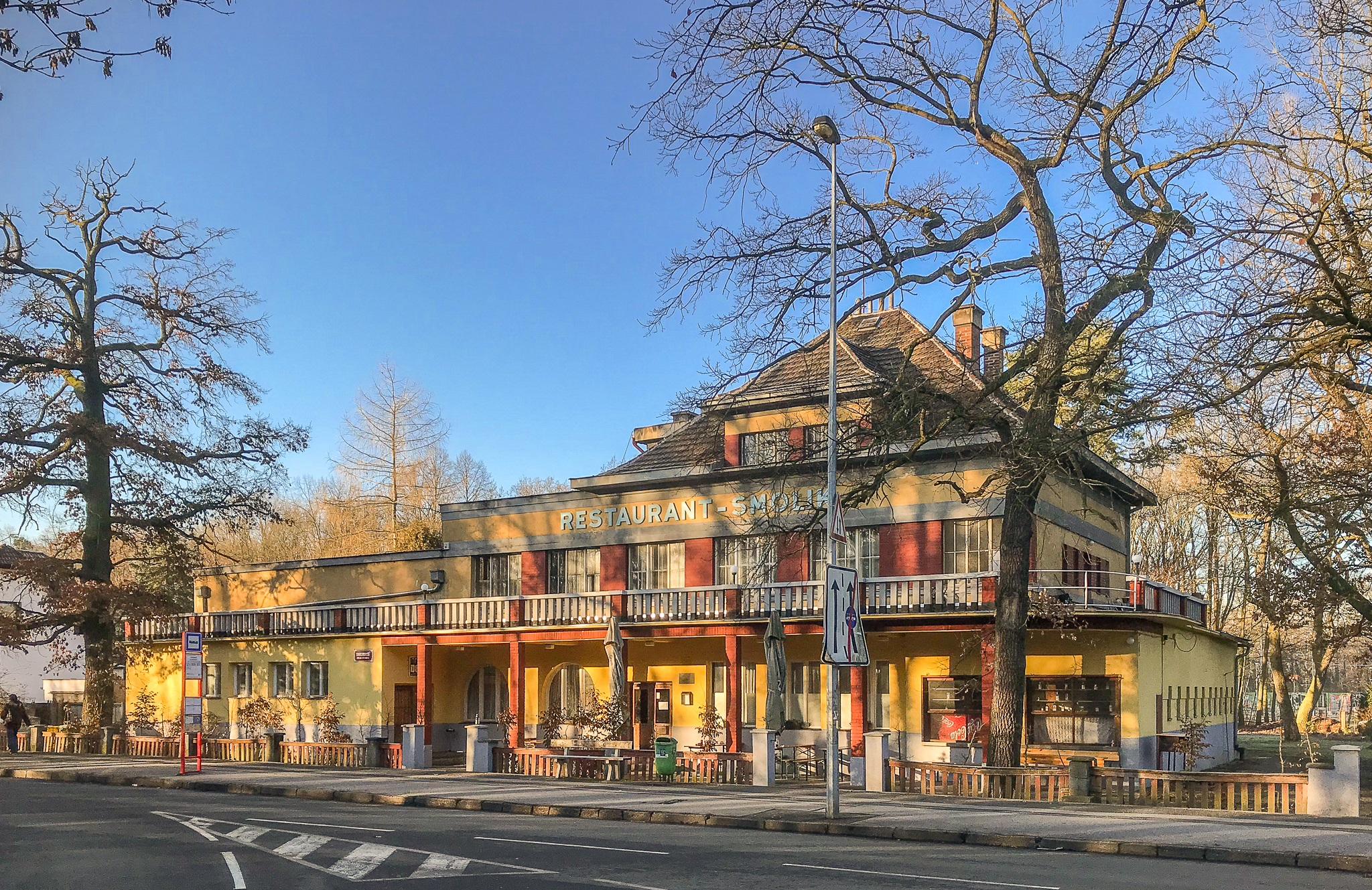
Restaurant Smolik poblíž nádraží